# Aurelio De Laurentiis

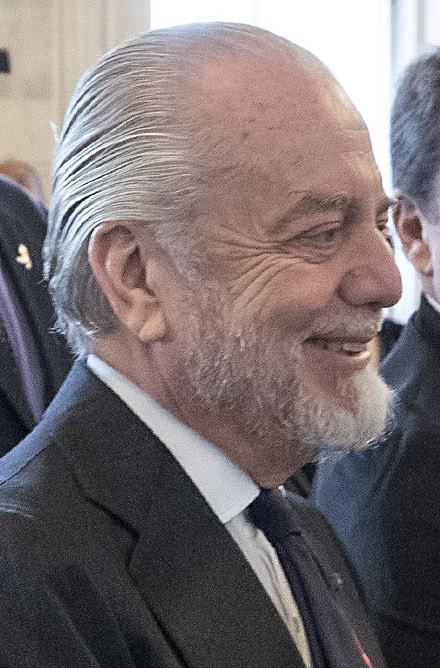
Aurelio De Laurentiis in 2019

Aurelio De Laurentiis (Rome, 24 mei 1949) is een Italiaans filmproducent en huidig voorzitter van voetbalclub SSC Napoli. In 1995 zat hij in de jury op de 19e editie van het Internationaal filmfestival van Moskou.
Hij is de neef van voormalig filmproducent Dino De Laurentiis.

## Filmografie
- La mazzetta (1978)
- Amici miei, Atto 2 (1982)
- Vacanze di Natale (1983)
- Maccheroni (1985)
- Yuppies, i giovani di successo (1986)
- Codice privato (1988)
- Leviathan (1989)
- Vacanze di Natale '91 (1991)
- Where the Night Begins (1991)
- Huevos de Oro (1993)
- Dichiarazioni- (1994)
- L'amico d'infanzia  (1994)
- Men, Men, Men (1995)
- S.P.Q.R. 2.000 e 1/2 anni fa (1995)
- I buchi neri (1995)
- Silenzio si nasce (1996)
- Festival (1996)
- L'arcano incantatore (1996)
- A spasso nel tempo (1996)
- Vacanze di Natale '95 (1996)
- Il testimone dello sposo (1998)
- Incontri proibiti (1998)
- Matrimoni (1998)
- Coppia omicida (1998)
- Il cielo in una stanza (1999)
- Tifosi (1999)
- Paparazzi (1999)
- Vacanze di Natale 2000 (2000)
- Natale sul Nilo (2002)
- Sky Captain and the World of Tomorrow (2004)
- Christmas in Love (2004)
- Che ne sarà di noi (2004)
- Christmas in Miami (2005)
- Manuale d'amore (2005)
- My Best Enemy (2006)
- Christmas in NYC (2006)
- Natale In Crociera (2007)
- Christmas in Rio (2008)
- Christmas in Beverly Hills (2009)
- Manuale d'amore 3 (2010)